# Min själ, du måste nu glömma
Min själ, du måste nu glömma är en psalm av Haquin Spegel från cirka 1685. Psalmen bearbetades av Emil Liedgren 1936 då den infördes i den svenska psalmboken. Sedan dess har psalmen bara fått en lätt bearbetning. Melodin är en gammal svensk folkmelodi.

## Koralbearbetningar

### Orgel
- Min själ, du måste nu glömma ur Tre passionskoraler av Henry Lindroth.[1]

- Min själ, du måste nu glömma ur Tre passionskoraler av Bedřich Janáček.[2]

- Min själ, du måste nu glömma ur Ad crucem, tre koralmeditationer till Långfredagen för soloinstrument och orgel av Åke Kullnes.[3]

- Min själ, du måste nu glömma ur Fastekoraler av Bengt-Göran Sköld.[4]

- Min själ, du måste nu glömma av Bo Ekvall.[5]

## Publicerad som
- Nr 71 i 1937 års psalmbok under rubriken "Passionstiden".
- Nr 440 i Den svenska psalmboken 1986 under rubriken "Fastan".